# Chainaz-les-Frasses
Chainaz-les-Frasses är en kommun i departementet Haute-Savoie i regionen Auvergne-Rhône-Alpes i sydöstra Frankrike. Kommunen ligger i kantonen Alby-sur-Chéran som tillhör arrondissementet Annecy. År 2022 hade Chainaz-les-Frasses 708 invånare.

## Befolkningsutveckling
Antalet invånare i kommunen Chainaz-les-Frasses
| Referens: INSEE |